# يوليا آبي
جوليا آبي (بالألمانية: Julia Abe)‏ هي لاعب كرة مضرب ألمانية، ولدت في 21 مايو 1976 في بيلفلد في ألمانيا.

## وصلات خارجية
- يوليا آبي على موقع رابطة محترفات التنس (الإنجليزية)
- يوليا آبي على موقع الاتحاد الدولي لكرة المضرب (الإنجليزية)
- يوليا آبي على موقع خلاصة التنس.كوم (الإنجليزية)